# Didovîci, Kiverți
Didovîci (în ucraineană Дідовичі) este un sat în comuna Sokîrîci din raionul Kiverți, regiunea Volînia, Ucraina.

## Demografie
Componența lingvistică a localității Didovîci
     Ucraineană (98,87%)
     Rusă (1,13%)
Conform recensământului din 2001, majoritatea populației localității Didovîci era vorbitoare de ucraineană (98,87%), existând în minoritate și vorbitori de rusă (1,13%).